# نوربرت ستلر
نوربرت ستلر (انگلیسی: Norbert Sattler؛ زادهٔ ۴ اکتبر ۱۹۵۱) قایقران کایاک، و قایقران کانو اهل اتریش است.